# Women's Tour Down Under 2025
La 17e édition du Women's Tour Down Under a lieu du 17 janvier au 19 janvier 2025, en Australie. La course fait partie du UCI World Tour. Elle est remportée par la Suissesse Noemi Rüegg.

## Équipes
| UCI Women's WorldTeams (10)- AG Insurance-Soudal Team - Team Picnic PostNL - Canyon//SRAM zondacrypto - Liv AlUla Jayco - Lidl-Trek - FDJ-Suez - UAE Team ADQ - Human Powered Health - Ceratizit Pro Cycling Team - Uno-X Mobility UCI Women's ProTeams (2)- EF Education-Oatly - St Michel-Preference Home-Auber93 Équipe féminine continentale- Team Coop-Repsol Équipe nationale- Australie |
| |

## Étapes
| Étape     | Date     | Villes étapes            | type            | Distance (km) | Vainqueur d'étape | Leader du classement général |
| --------- | -------- | ------------------------ | --------------- | ------------- | ----------------- | ---------------------------- |
| 1re étape | 17 janv. | Brighton – Snapper Point | étape vallonnée | 101,9         | Daniek Hengeveld  | Daniek Hengeveld             |
| 2e étape  | 18 janv. | Unley – Willunga Hill    | étape vallonnée | 115           | Noemi Rüegg       | Noemi Rüegg                  |
| 3e étape  | 19 janv. | Stirling – Stirling      | étape vallonnée | 105,9         | Chloé Dygert      | Noemi Rüegg                  |

## Parcours
Comme les années précédentes, toutes les étapes se sont tiennent dans la région d'Adélaïde. La première étape part de Brighton, avant de rejoindre la chaîne du Mont-Lofty. Son arrivée se tient à Aldinga. La seconde étape relie Unley à Willunga Hill, qui est gravi à deux occasions. Enfin, la troisième étape consiste en une boucle de cinq tours autour de Stirling, ce qui en fait l'étape la plus vallonée de la course.

## Déroulement de la course

### 1reétape
Alyssa Polites est la première échappée du jour mais elle est reprise à 50 kilomètres de l'arrivée. Daniek Hengeveld tente alors sa change et compte jusqu'à trois minutes d'avance. Elle parvient à résister au retour du peloton et s'impose avec une trentaine de secondes d'avance.
| \| Classement de l'étape \| Classement de l'étape \| Classement de l'étape \| Classement de l'étape \| Classement de l'étape \| \| Coureuse \| Coureuse \| Pays \| Équipe \| Temps \| \| --------------------- \| --------------------- \| --------------------- \| ---------------------------------- \| --------------------- \| \| 1re \| Daniek Hengeveld \| Pays-Bas \| Ceratizit Pro Cycling Team \| 2 h 45 min 06 s \| \| 2e \| Ally Wollaston \| Nouvelle-Zélande \| FDJ-Suez \| + 36 s \| \| 3e \| Kathrin Schweinberger \| Autriche \| Human Powered Health \| + 36 s \| \| 4e \| Sarah Van Dam \| Canada \| Ceratizit Pro Cycling Team \| + 36 s \| \| 5e \| Rachele Barbieri \| Italie \| Team Picnic PostNL \| + 36 s \| \| 6e \| Noemi Rüegg \| Suisse \| EF Education-Oatly \| + 36 s \| \| 7e \| Maike van der Duin \| Pays-Bas \| Canyon//SRAM zondacrypto \| + 36 s \| \| 8e \| Clara Copponi \| France \| Lidl-Trek \| + 36 s \| \| 9e \| India Grangier \| France \| Team Coop-Repsol \| + 36 s \| \| 10e \| Lucie Fityus \| Australie \| St Michel-Preference Home-Auber 93 \| + 36 s \| |                       |                  |                                    |                 |
| |                       |                  |                                    |                 |
| |                       |                  |                                    |                 |
| Classement de l'étape |                       |                  |                                    |                 |
| Coureuse | Coureuse              | Pays             | Équipe                             | Temps           |
| 1re | Daniek Hengeveld      | Pays-Bas         | Ceratizit Pro Cycling Team         | 2 h 45 min 06 s |
| 2e | Ally Wollaston        | Nouvelle-Zélande | FDJ-Suez                           | + 36 s          |
| 3e | Kathrin Schweinberger | Autriche         | Human Powered Health               | + 36 s          |
| 4e | Sarah Van Dam         | Canada           | Ceratizit Pro Cycling Team         | + 36 s          |
| 5e | Rachele Barbieri      | Italie           | Team Picnic PostNL                 | + 36 s          |
| 6e | Noemi Rüegg           | Suisse           | EF Education-Oatly                 | + 36 s          |
| 7e | Maike van der Duin    | Pays-Bas         | Canyon//SRAM zondacrypto           | + 36 s          |
| 8e | Clara Copponi         | France           | Lidl-Trek                          | + 36 s          |
| 9e | India Grangier        | France           | Team Coop-Repsol                   | + 36 s          |
| 10e | Lucie Fityus          | Australie        | St Michel-Preference Home-Auber 93 | + 36 s          |

| \| Classement général \| Classement général \| Classement général \| Classement général \| Classement général \| \| Coureuse \| Coureuse \| Pays \| Équipe \| Temps \| \| ------------------ \| --------------------- \| ------------------ \| -------------------------- \| ------------------ \| \| 1re \| Daniek Hengeveld \| Pays-Bas \| Ceratizit Pro Cycling Team \| 2 h 45 min 06 s \| \| 2e \| Ally Wollaston \| Nouvelle-Zélande \| FDJ-Suez \| + 43 s \| \| 3e \| Kathrin Schweinberger \| Autriche \| Human Powered Health \| + 45 s \| \| 4e \| Karlijn Swinkels \| Pays-Bas \| UAE Team ADQ \| + 45 s \| \| 5e \| Alyssa Polites \| Australie \| Australie \| + 46 s \| \| 6e \| Noemi Rüegg \| Suisse \| EF Education-Oatly \| + 48 s \| \| 7e \| Dominika Włodarczyk \| Pologne \| UAE Team ADQ \| + 48 s \| \| 8e \| Sarah Van Dam \| Canada \| Ceratizit Pro Cycling Team \| + 49 s \| \| 9e \| Rachele Barbieri \| Italie \| Team Picnic PostNL \| + 49 s \| \| 10e \| Maike van der Duin \| Pays-Bas \| Canyon//SRAM zondacrypto \| + 49 s \| |                       |                  |                            |                 |
| |                       |                  |                            |                 |
| |                       |                  |                            |                 |
| Classement général |                       |                  |                            |                 |
| Coureuse | Coureuse              | Pays             | Équipe                     | Temps           |
| 1re | Daniek Hengeveld      | Pays-Bas         | Ceratizit Pro Cycling Team | 2 h 45 min 06 s |
| 2e | Ally Wollaston        | Nouvelle-Zélande | FDJ-Suez                   | + 43 s          |
| 3e | Kathrin Schweinberger | Autriche         | Human Powered Health       | + 45 s          |
| 4e | Karlijn Swinkels      | Pays-Bas         | UAE Team ADQ               | + 45 s          |
| 5e | Alyssa Polites        | Australie        | Australie                  | + 46 s          |
| 6e | Noemi Rüegg           | Suisse           | EF Education-Oatly         | + 48 s          |
| 7e | Dominika Włodarczyk   | Pologne          | UAE Team ADQ               | + 48 s          |
| 8e | Sarah Van Dam         | Canada           | Ceratizit Pro Cycling Team | + 49 s          |
| 9e | Rachele Barbieri      | Italie           | Team Picnic PostNL         | + 49 s          |
| 10e | Maike van der Duin    | Pays-Bas         | Canyon//SRAM zondacrypto   | + 49 s          |

### 2eétape
L'étape est particulièrement valloné et comme prévu la différence se fait dans Willunga Hill. A l'issue de sa première ascension, il ne reste plus que 18 coureuses en tête de course. Lors de la seconde montée, Noemi Rüegg parvient à prendre suffisamment d'avance pour s'imposer en solitaire devant Silke Smulders.
| \| Classement de l'étape \| Classement de l'étape \| Classement de l'étape \| Classement de l'étape \| Classement de l'étape \| \| Coureuse \| Coureuse \| Pays \| Équipe \| Temps \| \| --------------------- \| --------------------- \| --------------------- \| ------------------------ \| --------------------- \| \| 1re \| Noemi Rüegg \| Suisse \| EF Education-Oatly \| 3 h 10 min 03 s \| \| 2e \| Silke Smulders \| Pays-Bas \| Liv AlUla Jayco \| + 10 s \| \| 3e \| Mie Bjørndal Ottestad \| Norvège \| Uno-X Mobility \| + 26 s \| \| 4e \| Neve Bradbury \| Australie \| Canyon//SRAM zondacrypto \| + 26 s \| \| 5e \| Dominika Włodarczyk \| Pologne \| UAE Team ADQ \| + 26 s \| \| 6e \| Justine Ghekiere \| Belgique \| AG Insurance-Soudal Team \| + 26 s \| \| 7e \| Elise Chabbey \| Suisse \| FDJ-Suez \| + 26 s \| \| 8e \| Amanda Spratt \| Australie \| Lidl-Trek \| + 29 s \| \| 9e \| Niamh Fisher-Black \| Nouvelle-Zélande \| Lidl-Trek \| + 35 s \| \| 10e \| Julie Van de Velde \| Belgique \| AG Insurance-Soudal Team \| + 39 s \| |                       |                  |                          |                 |
| |                       |                  |                          |                 |
| |                       |                  |                          |                 |
| Classement de l'étape |                       |                  |                          |                 |
| Coureuse | Coureuse              | Pays             | Équipe                   | Temps           |
| 1re | Noemi Rüegg           | Suisse           | EF Education-Oatly       | 3 h 10 min 03 s |
| 2e | Silke Smulders        | Pays-Bas         | Liv AlUla Jayco          | + 10 s          |
| 3e | Mie Bjørndal Ottestad | Norvège          | Uno-X Mobility           | + 26 s          |
| 4e | Neve Bradbury         | Australie        | Canyon//SRAM zondacrypto | + 26 s          |
| 5e | Dominika Włodarczyk   | Pologne          | UAE Team ADQ             | + 26 s          |
| 6e | Justine Ghekiere      | Belgique         | AG Insurance-Soudal Team | + 26 s          |
| 7e | Elise Chabbey         | Suisse           | FDJ-Suez                 | + 26 s          |
| 8e | Amanda Spratt         | Australie        | Lidl-Trek                | + 29 s          |
| 9e | Niamh Fisher-Black    | Nouvelle-Zélande | Lidl-Trek                | + 35 s          |
| 10e | Julie Van de Velde    | Belgique         | AG Insurance-Soudal Team | + 39 s          |

| \| Classement général \| Classement général \| Classement général \| Classement général \| Classement général \| \| Coureuse \| Coureuse \| Pays \| Équipe \| Temps \| \| ------------------ \| --------------------- \| ------------------ \| ------------------------ \| ------------------ \| \| 1re \| Noemi Rüegg \| Suisse \| EF Education-Oatly \| 5 h 55 min 34 s \| \| 2e \| Silke Smulders \| Pays-Bas \| Liv AlUla Jayco \| + 15 s \| \| 3e \| Mie Bjørndal Ottestad \| Norvège \| Uno-X Mobility \| + 33 s \| \| 4e \| Dominika Włodarczyk \| Pologne \| UAE Team ADQ \| + 36 s \| \| 5e \| Justine Ghekiere \| Belgique \| AG Insurance-Soudal Team \| + 37 s \| \| 6e \| Neve Bradbury \| Australie \| Canyon//SRAM zondacrypto \| + 37 s \| \| 7e \| Elise Chabbey \| Suisse \| FDJ-Suez \| + 37 s \| \| 8e \| Amanda Spratt \| Australie \| Lidl-Trek \| + 40 s \| \| 9e \| Niamh Fisher-Black \| Nouvelle-Zélande \| Lidl-Trek \| + 46 s \| \| 10e \| Julie Van de Velde \| Belgique \| AG Insurance-Soudal Team \| + 50 s \| |                       |                  |                          |                 |
| |                       |                  |                          |                 |
| |                       |                  |                          |                 |
| Classement général |                       |                  |                          |                 |
| Coureuse | Coureuse              | Pays             | Équipe                   | Temps           |
| 1re | Noemi Rüegg           | Suisse           | EF Education-Oatly       | 5 h 55 min 34 s |
| 2e | Silke Smulders        | Pays-Bas         | Liv AlUla Jayco          | + 15 s          |
| 3e | Mie Bjørndal Ottestad | Norvège          | Uno-X Mobility           | + 33 s          |
| 4e | Dominika Włodarczyk   | Pologne          | UAE Team ADQ             | + 36 s          |
| 5e | Justine Ghekiere      | Belgique         | AG Insurance-Soudal Team | + 37 s          |
| 6e | Neve Bradbury         | Australie        | Canyon//SRAM zondacrypto | + 37 s          |
| 7e | Elise Chabbey         | Suisse           | FDJ-Suez                 | + 37 s          |
| 8e | Amanda Spratt         | Australie        | Lidl-Trek                | + 40 s          |
| 9e | Niamh Fisher-Black    | Nouvelle-Zélande | Lidl-Trek                | + 46 s          |
| 10e | Julie Van de Velde    | Belgique         | AG Insurance-Soudal Team | + 50 s          |

### 3eétape
Le peloton se réduit au fur et à mesure des cinq tournois de circuit, jusqu'à ce qu'il ne reste qu'une vingtaine de coureuses dans le peloton à deux kilomètres de l'arrivée. Chloé Dygert parvient à prendre quelques mètres d'avance sur le groupe et à remporter l'étape, sans que cela n'ait de conséquences pour les premières places du classement général. Noemi Rüegg conserve donc son maillot orange de leader et remporte sa première épreuve UCI World Tour.
| \| Classement de l'étape \| Classement de l'étape \| Classement de l'étape \| Classement de l'étape \| Classement de l'étape \| \| Coureuse \| Coureuse \| Pays \| Équipe \| Temps \| \| --------------------- \| --------------------- \| --------------------- \| -------------------------- \| --------------------- \| \| 1re \| Chloé Dygert \| États-Unis \| Canyon//SRAM zondacrypto \| 2 h 53 min 29 s \| \| 2e \| Silke Smulders \| Pays-Bas \| Liv AlUla Jayco \| + 1 s \| \| 3e \| Noemi Rüegg \| Suisse \| EF Education-Oatly \| + 1 s \| \| 4e \| Ruth Edwards \| États-Unis \| Human Powered Health \| + 1 s \| \| 5e \| Sarah Van Dam \| Canada \| Ceratizit Pro Cycling Team \| + 1 s \| \| 6e \| Elise Chabbey \| Suisse \| FDJ-Suez \| + 1 s \| \| 7e \| Alexandra Manly \| Australie \| AG Insurance-Soudal Team \| + 1 s \| \| 8e \| Dominika Włodarczyk \| Pologne \| UAE Team ADQ \| + 1 s \| \| 9e \| Justine Ghekiere \| Belgique \| AG Insurance-Soudal Team \| + 1 s \| \| 10e \| Josie Nelson \| Royaume-Uni \| Team Picnic PostNL \| + 1 s \| |                     |             |                            |                 |
| |                     |             |                            |                 |
| |                     |             |                            |                 |
| Classement de l'étape |                     |             |                            |                 |
| Coureuse | Coureuse            | Pays        | Équipe                     | Temps           |
| 1re | Chloé Dygert        | États-Unis  | Canyon//SRAM zondacrypto   | 2 h 53 min 29 s |
| 2e | Silke Smulders      | Pays-Bas    | Liv AlUla Jayco            | + 1 s           |
| 3e | Noemi Rüegg         | Suisse      | EF Education-Oatly         | + 1 s           |
| 4e | Ruth Edwards        | États-Unis  | Human Powered Health       | + 1 s           |
| 5e | Sarah Van Dam       | Canada      | Ceratizit Pro Cycling Team | + 1 s           |
| 6e | Elise Chabbey       | Suisse      | FDJ-Suez                   | + 1 s           |
| 7e | Alexandra Manly     | Australie   | AG Insurance-Soudal Team   | + 1 s           |
| 8e | Dominika Włodarczyk | Pologne     | UAE Team ADQ               | + 1 s           |
| 9e | Justine Ghekiere    | Belgique    | AG Insurance-Soudal Team   | + 1 s           |
| 10e | Josie Nelson        | Royaume-Uni | Team Picnic PostNL         | + 1 s           |

## Classements finals

### Classement général final
| \| Classement général \| Classement général \| Classement général \| Classement général \| Classement général \| \| Coureuse \| Coureuse \| Pays \| Équipe \| Temps \| \| ------------------ \| --------------------- \| ------------------ \| ------------------------ \| ------------------ \| \| 1re \| Noemi Rüegg \| Suisse \| EF Education-Oatly \| 8 h 49 min 00 s \| \| 2e \| Silke Smulders \| Pays-Bas \| Liv AlUla Jayco \| + 13 s \| \| 3e \| Mie Bjørndal Ottestad \| Norvège \| Uno-X Mobility \| + 37 s \| \| 4e \| Dominika Włodarczyk \| Pologne \| UAE Team ADQ \| + 40 s \| \| 5e \| Elise Chabbey \| Suisse \| FDJ-Suez \| + 40 s \| \| 6e \| Justine Ghekiere \| Belgique \| AG Insurance-Soudal Team \| + 41 s \| \| 7e \| Amanda Spratt \| Australie \| Lidl-Trek \| + 49 s \| \| 8e \| Neve Bradbury \| Australie \| Canyon//SRAM zondacrypto \| + 56 s \| \| 9e \| Ruth Edwards \| États-Unis \| Human Powered Health \| + 59 s \| \| 10e \| Alice Towers \| Royaume-Uni \| Canyon//SRAM zondacrypto \| + 1 min 02 s \| |                       |             |                          |                 |
| |                       |             |                          |                 |
| |                       |             |                          |                 |
| Classement général |                       |             |                          |                 |
| Coureuse | Coureuse              | Pays        | Équipe                   | Temps           |
| 1re | Noemi Rüegg           | Suisse      | EF Education-Oatly       | 8 h 49 min 00 s |
| 2e | Silke Smulders        | Pays-Bas    | Liv AlUla Jayco          | + 13 s          |
| 3e | Mie Bjørndal Ottestad | Norvège     | Uno-X Mobility           | + 37 s          |
| 4e | Dominika Włodarczyk   | Pologne     | UAE Team ADQ             | + 40 s          |
| 5e | Elise Chabbey         | Suisse      | FDJ-Suez                 | + 40 s          |
| 6e | Justine Ghekiere      | Belgique    | AG Insurance-Soudal Team | + 41 s          |
| 7e | Amanda Spratt         | Australie   | Lidl-Trek                | + 49 s          |
| 8e | Neve Bradbury         | Australie   | Canyon//SRAM zondacrypto | + 56 s          |
| 9e | Ruth Edwards          | États-Unis  | Human Powered Health     | + 59 s          |
| 10e | Alice Towers          | Royaume-Uni | Canyon//SRAM zondacrypto | + 1 min 02 s    |

### Classements annexes

#### Classement de la montagne
| Classement de la montagne | Classement de la montagne | Classement de la montagne | Classement de la montagne | Classement de la montagne |
| Coureuse                  | Coureuse                  | Pays                      | Équipe                    | Points                    |
| ------------------------- | ------------------------- | ------------------------- | ------------------------- | ------------------------- |
| 1re                       | Alyssa Polites            | Australie                 | Australie                 | 24 pts                    |
| 2e                        | Dominika Włodarczyk       | Pologne                   | UAE Team ADQ              | 22 pts                    |
| 3e                        | Noemi Rüegg               | Suisse                    | EF Education-Oatly        | 14 pts                    |
| 4e                        | Niamh Fisher-Black        | Nouvelle-Zélande          | Lidl-Trek                 | 12 pts                    |
| 5e                        | Karlijn Swinkels          | Pays-Bas                  | UAE Team ADQ              | 7 pts                     |

#### Classement par points
| Classement par points | Classement par points | Classement par points | Classement par points      | Classement par points |
| Coureuse              | Coureuse              | Pays                  | Équipe                     | Points                |
| --------------------- | --------------------- | --------------------- | -------------------------- | --------------------- |
| 1re                   | Noemi Rüegg           | Suisse                | EF Education-Oatly         | 58 pts                |
| 2e                    | Silke Smulders        | Pays-Bas              | Liv AlUla Jayco            | 42 pts                |
| 3e                    | Sarah Van Dam         | Canada                | Ceratizit Pro Cycling Team | 38 pts                |
| 4e                    | Daniek Hengeveld      | Pays-Bas              | Ceratizit Pro Cycling Team | 33 pts                |
| 5e                    | Chloé Dygert          | États-Unis            | Canyon//SRAM zondacrypto   | 32 pts                |

#### Classement de la meilleure jeune
| Classement du meilleur jeune | Classement du meilleur jeune | Classement du meilleur jeune | Classement du meilleur jeune | Classement du meilleur jeune |
| Coureuse                     | Coureuse                     | Pays                         | Équipe                       | Temps                        |
| ---------------------------- | ---------------------------- | ---------------------------- | ---------------------------- | ---------------------------- |
| 1re                          | Eleonora Ciabocco            | Italie                       | Team Picnic PostNL           | 8 h 50 min 36 s              |
| 2e                           | Emily Dixon                  | Australie                    | Australie                    | + 1 min 08 s                 |
| 3e                           | Alyssa Polites               | Australie                    | Australie                    | + 6 min 57 s                 |
| 4e                           | Alberte Greve                | Danemark                     | Uno-X Mobility               | + 15 min 41 s                |
| 5e                           | Alli Anderson                | Australie                    | Australie                    | + 19 min 43 s                |

### Points UCI
| Position           | 1er | 2e  | 3e  | 4e  | 5e  | 6e  | 7e  | 8e  | 9e | 10e | 11e | 12e | 13e | 14e | 15e | 16e à 20e | 21e à 30e | 31e à 40e |
| Classement général | 400 | 320 | 260 | 220 | 180 | 140 | 120 | 100 | 80 | 68  | 56  | 48  | 40  | 32  | 28  | 24        | 16        | 8         |
| Par étape          | 50  | 40  | 30  | 24  | 20  | 18  | 15  | 10  | 8  | 6   |     |     |     |     |     |           |           |           |
| Leader, par étape  | 8   |     |     |     |     |     |     |     |    |     |     |     |     |     |     |           |           |           |
| Meilleure jeune    | 6   | 4   | 2   |     |     |     |     |     |    |     |     |     |     |     |     |           |           |           |

## Évolution des classements
| Étape              |                    | Vainqueur _      | Classement général | Meilleure grimpeuse | Meilleure sprinteuse | Meilleure jeune   | Meilleure équipe _         |
| ------------------ | ------------------ | ---------------- | ------------------ | ------------------- | -------------------- | ----------------- | -------------------------- |
| 1re étape          | étape vallonnée    | Daniek Hengeveld | Daniek Hengeveld   | Alyssa Polites      | Daniek Hengeveld     | Alyssa Polites    | Ceratizit Pro Cycling Team |
| 2e étape           | étape vallonnée    | Noemi Rüegg      | Noemi Rüegg        | Dominika Włodarczyk | Noemi Rüegg          | Eleonora Ciabocco | UAE Team ADQ               |
| 3e étape           | étape vallonnée    | Chloé Dygert     | Noemi Rüegg        | Alyssa Polites      | Noemi Rüegg          | Eleonora Ciabocco | UAE Team ADQ               |
| Classements finals | Classements finals |                  | Noemi Rüegg        | Alyssa Polites      | Noemi Rüegg          | Eleonora Ciabocco | UAE Team ADQ               |

## Liste des participantes
| Légende | Légende                                                                    | Légende | Légende                                                    |
| ------- | -------------------------------------------------------------------------- | ------- | ---------------------------------------------------------- |
| Num     | Dossard de départ porté par le coureur sur ce Women's Tour Down Under      | Pos     | Position à l'arrivée de la course                          |
|         | Indique un maillot de champion national ou mondial, suivi de sa spécialité | NP      | Indique un coureur qui n'a pas pris le départ de la course |
| AB      | Indique un coureur qui n'a pas terminé la course                           | HD      | Indique un coureur qui a terminé la course hors des délais |

| AG Insurance-Soudal Team AGS | AG Insurance-Soudal Team AGS | AG Insurance-Soudal Team AGS |
| ---------------------------- | ---------------------------- | ---------------------------- |
| Num                          | Coureuse                     | Pos                          |
| 1                            | Justine Ghekiere (BEL)       | 6e                           |
| 2                            | Anya Louw (AUS)              | 39e                          |
| 3                            | Alexandra Manly (AUS)        | 29e                          |
| 4                            | Gaia Masetti (ITA)           | 32e                          |
| 5                            | Nicole Steigenga (NED)       | HD-3                         |
| 6                            | Julie Van de Velde (BEL)     | 13e                          |

| Team Picnic PostNL TPP | Team Picnic PostNL TPP  | Team Picnic PostNL TPP |
| ---------------------- | ----------------------- | ---------------------- |
| Num                    | Coureuse                | Pos                    |
| 11                     | Silje Bader (NED)       | AB-3                   |
| 12                     | Rachele Barbieri (ITA)  | 52e                    |
| 13                     | Eleonora Ciabocco (ITA) | 16e                    |
| 14                     | Josie Nelson (GBR)      | 27e                    |
| 15                     | Mara Roldan (CAN)       | NP-2                   |
| 16                     | Becky Storrie (GBR)     | 31e                    |

| Canyon//SRAM zondacrypto CSZ | Canyon//SRAM zondacrypto CSZ | Canyon//SRAM zondacrypto CSZ |
| ---------------------------- | ---------------------------- | ---------------------------- |
| Num                          | Coureuse                     | Pos                          |
| 21                           | Neve Bradbury (AUS)          | 8e                           |
| 22                           | Tiffany Cromwell (AUS)       | 42e                          |
| 23                           | Chloé Dygert (USA)           | 26e                          |
| 24                           | Maria Martins (POR)          | AB-3                         |
| 25                           | Alice Towers (GBR)           | 10e                          |
| 26                           | Maike van der Duin (NED)     | 45e                          |

| Liv AlUla Jayco LIV | Liv AlUla Jayco LIV       | Liv AlUla Jayco LIV |
| ------------------- | ------------------------- | ------------------- |
| Num                 | Coureuse                  | Pos                 |
| 31                  | Amber Pate (AUS)          | 22e                 |
| 32                  | Georgia Baker (AUS)       | 58e                 |
| 33                  | Josie Talbot (AUS)        | 47e                 |
| 34                  | Ruby Roseman-Gannon (AUS) | 30e                 |
| 35                  | Ella Wyllie (NZL)         | 21e                 |
| 36                  | Silke Smulders (NED)      | 2e                  |

| Lidl-Trek LTK | Lidl-Trek LTK                   | Lidl-Trek LTK |
| ------------- | ------------------------------- | ------------- |
| Num           | Coureuse                        | Pos           |
| 41            | Clara Copponi (FRA)             | 60e           |
| 42            | Lauretta Hanson (AUS)           | 59e           |
| 43            | Isabel Sharp (GBR)              | AB-3          |
| 44            | Amanda Spratt (AUS)             | 7e            |
| 45            | Felicity Wilson-Haffenden (AUS) | 67e           |
| 46            | Niamh Fisher-Black (NZL)        | 12e           |

| FDJ-Suez TFS | FDJ-Suez TFS          | FDJ-Suez TFS |
| ------------ | --------------------- | ------------ |
| Num          | Coureuse              | Pos          |
| 51           | Elise Chabbey (SUI)   | 5e           |
| 52           | Eugénie Duval (FRA)   | 54e          |
| 53           | Amber Kraak (NED)     | 25e          |
| 54           | Marie Le Net (FRA)    | 34e          |
| 55           | Églantine Rayer (FRA) | NP-2         |
| 56           | Ally Wollaston (NZL)  | 50e          |

| UAE Team ADQ UAD | UAE Team ADQ UAD          | UAE Team ADQ UAD |
| ---------------- | ------------------------- | ---------------- |
| Num              | Coureuse                  | Pos              |
| 61               | Sofia Bertizzolo (ITA)    | 62e              |
| 62               | Elizabeth Holden (GBR)    | 35e              |
| 63               | Erica Magnaldi (ITA)      | 17e              |
| 64               | Greta Marturano (ITA)     | 18e              |
| 65               | Karlijn Swinkels (NED)    | 20e              |
| 66               | Dominika Włodarczyk (POL) | 4e               |

| Human Powered Health HPH | Human Powered Health HPH    | Human Powered Health HPH |
| ------------------------ | --------------------------- | ------------------------ |
| Num                      | Coureuse                    | Pos                      |
| 71                       | Ruth Edwards (USA)          | 9e                       |
| 72                       | Barbara Malcotti (ITA)      | 19e                      |
| 73                       | Marit Raaijmakers (NED)     | NP-1                     |
| 74                       | Katia Ragusa (ITA)          | 51e                      |
| 75                       | Kathrin Schweinberger (AUT) | 56e                      |
| 76                       | Silvia Zanardi (ITA)        | 55e                      |

| Ceratizit Pro Cycling Team CTC | Ceratizit Pro Cycling Team CTC | Ceratizit Pro Cycling Team CTC |
| ------------------------------ | ------------------------------ | ------------------------------ |
| Num                            | Coureuse                       | Pos                            |
| 81                             | Sandra Alonso (ESP)            | 63e                            |
| 82                             | Kristýna Burlová (CZE)         | 57e                            |
| 83                             | Sara Fiorin (ITA)              | 66e                            |
| 84                             | Daniek Hengeveld (NED)         | 49e                            |
| 85                             | Dilyxine Miermont (FRA)        | 24e                            |
| 86                             | Sarah Van Dam (CAN)            | 11e                            |

| EF Education-Oatly EFC | EF Education-Oatly EFC     | EF Education-Oatly EFC |
| ---------------------- | -------------------------- | ---------------------- |
| Num                    | Coureuse                   | Pos                    |
| 91                     | Megan Armitage (IRL)       | 48e                    |
| 92                     | Kim Cadzow (NZL)           | 44e                    |
| 93                     | Noemi Rüegg (SUI)          | 1re                    |
| 94                     | Sarah Roy (AUS)            | 43e                    |
| 95                     | Henrietta Christie (NZL)   | AB-3                   |
| 96                     | Babette van der Wolf (NED) | AB-3                   |

| St Michel-Preference Home-Auber 93 AUB | St Michel-Preference Home-Auber 93 AUB | St Michel-Preference Home-Auber 93 AUB |
| -------------------------------------- | -------------------------------------- | -------------------------------------- |
| Num                                    | Coureuse                               | Pos                                    |
| 101                                    | Alison Avoine (FRA)                    | 65e                                    |
| 102                                    | Coline Raby (FRA)                      | AB-3                                   |
| 103                                    | Adèle Normand (CAN)                    | 46e                                    |
| 104                                    | Ella Simpson (AUS)                     | 41e                                    |
| 105                                    | Lucie Fityus (AUS)                     | HD-3                                   |
| 106                                    | Emily Watts (AUS)                      | 33e                                    |

| Team Coop-Repsol HPU | Team Coop-Repsol HPU          | Team Coop-Repsol HPU |
| -------------------- | ----------------------------- | -------------------- |
| Num                  | Coureuse                      | Pos                  |
| 111                  | Stine Dale (NOR)              | 28e                  |
| 112                  | India Grangier (FRA)          | 15e                  |
| 113                  | Monica Greenwood (GBR)        | AB-2                 |
| 114                  | Sigrid Ytterhus Haugset (NOR) | 14e                  |
| 115                  | Magdalene Lind (NOR)          | 36e                  |
| 116                  | Mari Hole Mohr (NOR)          | 64e                  |

| Uno-X Mobility UXM | Uno-X Mobility UXM          | Uno-X Mobility UXM |
| ------------------ | --------------------------- | ------------------ |
| Num                | Coureuse                    | Pos                |
| 121                | Alberte Greve (DEN)         | 53e                |
| 122                | Anouska Koster (NED)        | NP-1               |
| 123                | Mie Bjørndal Ottestad (NOR) | 3e                 |
| 124                | Rebecca Koerner (DEN)       | AB-2               |
| 125                | Simone Boilard (CAN)        | 37e                |
| 126                | Teuntje Beekhuis (NED)      | NP-2               |

| Australie AUS | Australie AUS  | Australie AUS |
| ------------- | -------------- | ------------- |
| Num           | Coureuse       | Pos           |
| 131           | Maeve Plouffe  | HD-3          |
| 132           | Alli Anderson  | 61e           |
| 133           | Nicole Frain   | 40e           |
| 134           | Alyssa Polites | 38e           |
| 135           | Lauren Bates   | 68e           |
| 136           | Emily Dixon    | 23e           |

| AG Insurance-Soudal Team AGS | AG Insurance-Soudal Team AGS | AG Insurance-Soudal Team AGS |
| ---------------------------- | ---------------------------- | ---------------------------- |
| Num                          | Coureuse                     | Pos                          |
| 1                            | Justine Ghekiere (BEL)       | 6e                           |
| 2                            | Anya Louw (AUS)              | 39e                          |
| 3                            | Alexandra Manly (AUS)        | 29e                          |
| 4                            | Gaia Masetti (ITA)           | 32e                          |
| 5                            | Nicole Steigenga (NED)       | HD-3                         |
| 6                            | Julie Van de Velde (BEL)     | 13e                          |

| Team Picnic PostNL TPP | Team Picnic PostNL TPP  | Team Picnic PostNL TPP |
| ---------------------- | ----------------------- | ---------------------- |
| Num                    | Coureuse                | Pos                    |
| 11                     | Silje Bader (NED)       | AB-3                   |
| 12                     | Rachele Barbieri (ITA)  | 52e                    |
| 13                     | Eleonora Ciabocco (ITA) | 16e                    |
| 14                     | Josie Nelson (GBR)      | 27e                    |
| 15                     | Mara Roldan (CAN)       | NP-2                   |
| 16                     | Becky Storrie (GBR)     | 31e                    |

| Canyon//SRAM zondacrypto CSZ | Canyon//SRAM zondacrypto CSZ | Canyon//SRAM zondacrypto CSZ |
| ---------------------------- | ---------------------------- | ---------------------------- |
| Num                          | Coureuse                     | Pos                          |
| 21                           | Neve Bradbury (AUS)          | 8e                           |
| 22                           | Tiffany Cromwell (AUS)       | 42e                          |
| 23                           | Chloé Dygert (USA)           | 26e                          |
| 24                           | Maria Martins (POR)          | AB-3                         |
| 25                           | Alice Towers (GBR)           | 10e                          |
| 26                           | Maike van der Duin (NED)     | 45e                          |

| Liv AlUla Jayco LIV | Liv AlUla Jayco LIV       | Liv AlUla Jayco LIV |
| ------------------- | ------------------------- | ------------------- |
| Num                 | Coureuse                  | Pos                 |
| 31                  | Amber Pate (AUS)          | 22e                 |
| 32                  | Georgia Baker (AUS)       | 58e                 |
| 33                  | Josie Talbot (AUS)        | 47e                 |
| 34                  | Ruby Roseman-Gannon (AUS) | 30e                 |
| 35                  | Ella Wyllie (NZL)         | 21e                 |
| 36                  | Silke Smulders (NED)      | 2e                  |

| Lidl-Trek LTK | Lidl-Trek LTK                   | Lidl-Trek LTK |
| ------------- | ------------------------------- | ------------- |
| Num           | Coureuse                        | Pos           |
| 41            | Clara Copponi (FRA)             | 60e           |
| 42            | Lauretta Hanson (AUS)           | 59e           |
| 43            | Isabel Sharp (GBR)              | AB-3          |
| 44            | Amanda Spratt (AUS)             | 7e            |
| 45            | Felicity Wilson-Haffenden (AUS) | 67e           |
| 46            | Niamh Fisher-Black (NZL)        | 12e           |

| FDJ-Suez TFS | FDJ-Suez TFS          | FDJ-Suez TFS |
| ------------ | --------------------- | ------------ |
| Num          | Coureuse              | Pos          |
| 51           | Elise Chabbey (SUI)   | 5e           |
| 52           | Eugénie Duval (FRA)   | 54e          |
| 53           | Amber Kraak (NED)     | 25e          |
| 54           | Marie Le Net (FRA)    | 34e          |
| 55           | Églantine Rayer (FRA) | NP-2         |
| 56           | Ally Wollaston (NZL)  | 50e          |

| UAE Team ADQ UAD | UAE Team ADQ UAD          | UAE Team ADQ UAD |
| ---------------- | ------------------------- | ---------------- |
| Num              | Coureuse                  | Pos              |
| 61               | Sofia Bertizzolo (ITA)    | 62e              |
| 62               | Elizabeth Holden (GBR)    | 35e              |
| 63               | Erica Magnaldi (ITA)      | 17e              |
| 64               | Greta Marturano (ITA)     | 18e              |
| 65               | Karlijn Swinkels (NED)    | 20e              |
| 66               | Dominika Włodarczyk (POL) | 4e               |

| Human Powered Health HPH | Human Powered Health HPH    | Human Powered Health HPH |
| ------------------------ | --------------------------- | ------------------------ |
| Num                      | Coureuse                    | Pos                      |
| 71                       | Ruth Edwards (USA)          | 9e                       |
| 72                       | Barbara Malcotti (ITA)      | 19e                      |
| 73                       | Marit Raaijmakers (NED)     | NP-1                     |
| 74                       | Katia Ragusa (ITA)          | 51e                      |
| 75                       | Kathrin Schweinberger (AUT) | 56e                      |
| 76                       | Silvia Zanardi (ITA)        | 55e                      |

| Ceratizit Pro Cycling Team CTC | Ceratizit Pro Cycling Team CTC | Ceratizit Pro Cycling Team CTC |
| ------------------------------ | ------------------------------ | ------------------------------ |
| Num                            | Coureuse                       | Pos                            |
| 81                             | Sandra Alonso (ESP)            | 63e                            |
| 82                             | Kristýna Burlová (CZE)         | 57e                            |
| 83                             | Sara Fiorin (ITA)              | 66e                            |
| 84                             | Daniek Hengeveld (NED)         | 49e                            |
| 85                             | Dilyxine Miermont (FRA)        | 24e                            |
| 86                             | Sarah Van Dam (CAN)            | 11e                            |

| EF Education-Oatly EFC | EF Education-Oatly EFC     | EF Education-Oatly EFC |
| ---------------------- | -------------------------- | ---------------------- |
| Num                    | Coureuse                   | Pos                    |
| 91                     | Megan Armitage (IRL)       | 48e                    |
| 92                     | Kim Cadzow (NZL)           | 44e                    |
| 93                     | Noemi Rüegg (SUI)          | 1re                    |
| 94                     | Sarah Roy (AUS)            | 43e                    |
| 95                     | Henrietta Christie (NZL)   | AB-3                   |
| 96                     | Babette van der Wolf (NED) | AB-3                   |

| St Michel-Preference Home-Auber 93 AUB | St Michel-Preference Home-Auber 93 AUB | St Michel-Preference Home-Auber 93 AUB |
| -------------------------------------- | -------------------------------------- | -------------------------------------- |
| Num                                    | Coureuse                               | Pos                                    |
| 101                                    | Alison Avoine (FRA)                    | 65e                                    |
| 102                                    | Coline Raby (FRA)                      | AB-3                                   |
| 103                                    | Adèle Normand (CAN)                    | 46e                                    |
| 104                                    | Ella Simpson (AUS)                     | 41e                                    |
| 105                                    | Lucie Fityus (AUS)                     | HD-3                                   |
| 106                                    | Emily Watts (AUS)                      | 33e                                    |

| Team Coop-Repsol HPU | Team Coop-Repsol HPU          | Team Coop-Repsol HPU |
| -------------------- | ----------------------------- | -------------------- |
| Num                  | Coureuse                      | Pos                  |
| 111                  | Stine Dale (NOR)              | 28e                  |
| 112                  | India Grangier (FRA)          | 15e                  |
| 113                  | Monica Greenwood (GBR)        | AB-2                 |
| 114                  | Sigrid Ytterhus Haugset (NOR) | 14e                  |
| 115                  | Magdalene Lind (NOR)          | 36e                  |
| 116                  | Mari Hole Mohr (NOR)          | 64e                  |

| Uno-X Mobility UXM | Uno-X Mobility UXM          | Uno-X Mobility UXM |
| ------------------ | --------------------------- | ------------------ |
| Num                | Coureuse                    | Pos                |
| 121                | Alberte Greve (DEN)         | 53e                |
| 122                | Anouska Koster (NED)        | NP-1               |
| 123                | Mie Bjørndal Ottestad (NOR) | 3e                 |
| 124                | Rebecca Koerner (DEN)       | AB-2               |
| 125                | Simone Boilard (CAN)        | 37e                |
| 126                | Teuntje Beekhuis (NED)      | NP-2               |

| Australie AUS | Australie AUS  | Australie AUS |
| ------------- | -------------- | ------------- |
| Num           | Coureuse       | Pos           |
| 131           | Maeve Plouffe  | HD-3          |
| 132           | Alli Anderson  | 61e           |
| 133           | Nicole Frain   | 40e           |
| 134           | Alyssa Polites | 38e           |
| 135           | Lauren Bates   | 68e           |
| 136           | Emily Dixon    | 23e           |